# Мозамбик (острво)
Острво Мозамбик (порт. Ilha de Moçambique) малено је континентално острво смештено уз североисточну обалу Мозамбика на југоистоку Африке у акваторији Мозамбичког канала Индијског океана. Административно припада покрајини Нампула. Острво је доста издужено у смеру север-југ у максималној дужини од око 3 km, док ширина варира између 200 и 500 метара. Површина острва је око 1,5 km², а на њему је према подацима из 2005. живело око 54.000 људи. Острво је од обале, са којом је повезано мостом изграђеним током 1960-их, удаљено око 4 km. Део је архипелага који чине још два мања ненасељена острва, Гоа и Сена.
На острву се налази тврђава која је све до 1898. имала функцију административног центра португалске колоније Источна Африка. Због своје јединствене архитектуре и културног и историјског значаја цело острво је 1991. уврштено на Унесков списак светске баштине где је заведено под бројем 599.

## Историја
Острво Мозамбик је било једна од значајнијих арапских трговачких лука у периоду пре доласка Европљана на то подручје, односно пре него што је португалски морепловац Васко де Гама посетио острво 1498. године. У периоду доласка Португалаца острвом је управљао арапски трговац робљем Муса Бин Бик из чијег имена је касније изведено и име самог острва, односно касније целог Мозамбика. Португалци су загосподарили острвом 1507. када су ту подигли своје утврђење и мању луку, а две деценије касније саграђена је и мања црква (капела Nossa Senhora de Baluarte) која се сматра најстаријом европском грађевином на јужној хемисфери. Године 1558. Португалци су започели градњу тврђаве Сао Себастијан (порт. Fortaleza de São Sebastião), а насеље данас познато као Камена варош (порт. Cidade de Pedra) постало је административним седиштем свих португалских источноафричких колонија. Током кратког времена острво је постало једним од најважнијих португалских мисионарских и културних центара у том делу афричког континента, те значајан лучки и трговачки центар на поморском путу ка Индији (главни предмети трговине били су робље, злато и зачини).
Трговачки значај острва је нагло почео да опада након отварања Суецког канала, а потом је и главни град пресељен са острва у тадашњи Лоренсо Маркеш (данас Мапуто). У другој половини 20. века градњом новог лучког града Накале острво је потпуно изгубило свој поморско-трговачки значај.

## Галерија
- Стара португалска болница на острву
- Црква Светог Антона
- Насеље Макути на југу острва
- Мост који повезује острво са копном
- Мапа острва из 1598.